# 安顺润楠
安顺润楠（学名：Machilus cavaleriei）为樟科润楠属下的一个种。

## 扩展阅读
- 維基物種上的相關：安顺润楠